# Roccalumera
Roccalumera là một đô thị ở tỉnh Messina trong vùng Sicilia của Italia, có vị trí cách khoảng 180 km về phía đông của Palermo vào khoảng 25 km về phía tây nam của Messina. Tại thời điểm ngày 31 tháng 12 năm 2004, đô thị này có dân số 4.145 người và diện tích là 8,8 km².
Đô thị Roccalumera có các frazioni (các đơn vị cấp dưới, chủ yếu là các làng) Allume and Sciglio.
Roccalumera giáp các đô thị: Fiumedinisi, Furci Siculo, Mandanici, Nizza di Sicilia, Pagliara.